# Lubotyń (rejon kamieński)
Lubotyń (ukr. Люботин) – wieś na Ukrainie, w obwodzie wołyńskim, w rejonie kamieńskim. Liczy 127 mieszkańców.
Do 2020 w rejonie lubieszowskim. 